# MiR-324-5p
miR-324-5p – це невеликі мікроРНК, утворені з 5'-кінця шпильки-попередника miR-324. Дані мікроРНК характеризуються широким профілем експресії, тому їх можна виявити в більшості тканин ссавців. Однак, найбільший рівень за нормальних умов спостерігається в нервовій тканині та легенях. MiR-324-5p відіграють важливу функцію під час онтогенезу організму, проліферації клітин та апоптозі. Зміна рівнів мікроРНК в клітинах є однією з причин численних патологічних станів: розвиток злоякісних пухлин, нейродегенеративні захворювання та серцево-судинної системи . Із miR-324-5p пов’язано більше 40 хвороб людини .

## Історія відкриття
Вперше інформація про miR-324 з'явилась у роботі John Kim et. al. на початку 2004 року. Автор разом з колегами досліджували препарати мозку щурів із метою ідентифікувати нові мікроРНК, що задіяні в регуляції трансляції, розвитку та функціонуванні нервової системи. Серед виділених мікроРНК 40 виявилось принципово новими, зокрема, miR-324. Із шпильки-попередника miR-324 утворюються дві зрілі мікроРНК, що локалізовані на полірибосомах: miR-324-5p та miR-324-3p. Гомологічні послідовності було ідентифіковано й у геномі людини у 2005 році Michel Weber. MiR-324-5p та miR-324-3p мають широкий профіль експресії, тому їх можна виявити у більшості тканин ссавців .

## Структурна організація
Гени miR-324 локалізовані у короткому плечі 17 хромосоми людини та охоплюють координати від 7223297 до 7223379 . Під час стадії цитоплазматичного процесингу мікроРНК відбувається розрізання шпильки-попередника miR-324 з утворенням двох молекул: miR-324-5p та miR-324-3p. Тобто, обидві нитки шпильки-попередника стають функціонально активними мікроРНК, що зможуть взаємодіяти зі своїми мішенями. MiR-324-5p та miR-324-3p мають різні мішені, гени яких охоплюють всі хромосоми людини. Відповідно, вони виконують різні функції, хоча можуть бути залучені в одні й ті самі процеси . Для miR-324-5p кількість потенційних мішеній становить близько 264, тоді як для  miR-324-3p  - близько 490 .
miR-324-5p утворюється з 5'-кінця шпильки-попередника. На 17 хромосомі людини miR-324-5p охоплює позиції від 7223342 до 722364 (від 16 до 37 нуклеотиду pre-miR-324, починаючи з 5'-кінця). Довжина ланцюга складає 22 нуклеотиди, послідовність яких :
5'-CGCAUCCCCUAGGGCAUUGGUG-3'

## Функції
MiR-324-5p, як й інші види мікроРНК відіграють важливу роль в регуляції експресії генів. MiR-324-5p комплементарно зв’язуються із 3’-UTR ділянкою генів-мішеній, що призводить до блокування процесів трансляції. Дані мікроРНК необхідні для нормального ембріонального розвитку та підтримки гомеостазу тканин дорослого організму. Зміни в експресії miR-324-5p є фактором, що може зумовлювати виникнення різних патологічних станів. Найбільший зв'язок порушення активності мікроРНК має із процесом канцерогенезу.

## Клінічне значення

### Розвиток злоякісних пухлин
Сигнальний шлях Hedgehog контролює утворення попередників гранулярних клітин мозочка, при його порушені виникає ризик утворення злоякісної пухлини – медуллобластоми. MiR-324-5p є одним з важливих факторів регуляції даного сигнального шляху. При зменшені експресії мікроРНК відбувається підвищений синтез білків Hh, що призводить до проліферації пухлинних клітин. MiR-324-5p інгібує синтез мРНК Smo та Gli1. МікроРНК демонструють синергічну дію, тому пригнічення експресії однієї недостатньо для порушення сигнального шляху. MiR-324-5p демонструє синергічну дію разом із miR-326. Часто пригнічення miR-324-5p  відбувається через генетично детерміновану делецію 17 хромосоми.
У тканинах та клітинах гепатоцеллюлярної карциноми знижується експресія miR-324-5p, мішенями якої є білки ETS1 та SP1. Експресія та активність мРНК MMP2 та MMP9 пригнічується miR-324-5p, що призводить до зменшення міграції та проліферації клітин гепатоцеллюлярної карциноми. Таким чином, мікроРНК сприяє прогресуванню даного захворювання. Тому miR-324-5p може розглядатися, як потенційна мішень для інвазійного лікування злоякісної пухлини печінка .

### Взаємозв’язок із вірусними інфекціями
Мішенню для мікроРНК можуть бути не лише гени власного організму. Для miR-324-5p однією з потенційних мішень є білок Vif вірусу імунодефіциту людини. Білок Vif є важливим для нормального життєвого циклу вірусу, оскільки, регулює процеси реплікації та збірки. Тим не менш, пригнічення синтезу білка Vif miR-324-5p є недостатнім для порушення життєвого циклу віруса .
Білки вірусного походження можуть пригнічувати експресію мікроРНК. Зокрема, білок Е5 Human papillomavirus 16 зменшує рівень miR-324-5p у клітинах.. Білок Е5 – це онкоген, який посилює активацію рецептора епідермального фактору роста, та інших онкогенних білків HPV16 – Е6 та Е7, що викликає розвиток злоякісних пухлин статевої системи. Е5 пригнічує експресію miR-324-5p в епітеліальних клітинах шийки матки, у результаті чого зменшується активність мішеній мікроРНК – N-кадгерину, що є одним із факторів розвитку злоякісних пухлин .

### Епілептичні напади
Зниження синтезу та активності потенціалзалежних калієвих каналів Kv4.2 є одним із факторів виникнення епілептичних нападів. MiR-324-5p знижує синтезу білка Kv4.2 під час ексайтотксичних подій та судом, що опосередковано дією каїнової кислоти. Таким чином, miR-324-5p інгібує експресію мРНК Kv4.2, що супроводжується затримкою виникнення судом .

### Серцево-судинні захворювання
MiR-324-5p регулює активність сигнального шляху Hedgehog, що важливо для онтогенезу, у тому числі, серцево-судинної системи. Окрім того, miR-324-5p можна застосовувати, як один із потенційний біомаркерів серцевої недостатності. Дана мікроРНК інгібує білок Mtfr1, що зумовлює до різних захворювань серцево-судинної системи.

### Остеоартроз
Сигнальний шлях Hedgehog відіграє важливу роль не лише в онтогенезі, а й у гомеостазі тканин дорослої людини, зокрема, хрящової тканини. Його порушення може зумовити розвитку остеоартрозу. У людини miR-324-5p регулює остеогенез в мезенхімальних стовбурових клітин за рахунок прямого інгібування білків GLI1 та SMO.